# Walter Quintus
Walter Quintus (* 15. April 1949 in Bremen; † 20. Februar 2017, auch Walter Quintus-Winther) war ein deutscher Musiker, Komponist, Tonmeister und Musikproduzent.

## Biografie
Walter Quintus studierte von 1955 bis 1969 Violine und war bereits 1959 Konzertmeister in Jugendorchestern. Es folgten viele Tourneen durch Europa sowie Rundfunk- und Fernsehproduktionen. Im Alter von 18 Jahren sollte er bei David Oistrach in Moskau studieren, doch er beendete sein klassisches Studium und gründete, gemeinsam mit Thomas Olivier und Lothar Siems, die Rockband Parzival. Sie veröffentlichten zwei Langspielplatten und eine Single bei Teldec (Telefunken/Decca).
Ab 1972 begann er in Bremen und kurz darauf im Hamburger Rüssl Studio selbst Musik aufzunehmen und zu mischen. In den ersten Jahren arbeitete er mit kommerziellen Musikern und Bands wie Rex Gildo, Grobschnitt, Kraan, Kraftwerk, Vicky Leandros, Udo Lindenberg, Lonzo, Jahn Teigen, Otto Waalkes, Roger Whittaker und vielen anderen zusammen. 
1977 wurde eine Rockoper über Hitler mit Kompositionen von Walter Quintus und Lothar Siems sowie Texten von Gisela Siems als Doppelalbum veröffentlicht.

### Werk
Ende der 1970er Jahre produzierte er Rolf und Joachim Kühn. Er wechselte vom kommerziellen ins künstlerisch avantgardistische Lager. Es folgten Tonträger mit (in alphabetischer Reihenfolge):
- Mohamed Abozekry, Arild Andersen
- Richard Barbieri, Joey Baron, Django Bates, Harry Beckett, Richie Beirach, John Bergamo, Luciano Biondini, Michael Brecker, Jack Bruce, Bill Bruford
- Jarrod Cagwin, Carolyn Carlson, Philip Catherine, Gary Chaffee, Don Cherry, Eric Clapton, J.F. Jenny-Clark, John Clark,  Clem Clempson, Sylvie Courvoisier, Jim Cox
- Kudsi Erguner, Peter Erskine, Bill Evans
- Mark Feldman, Anton Fier, Renaud Garcia-Fons, Bill Frisell, Gamelan Sekar Tunjung, Jan Garbarek, Jivan Gasparyan, Michel Godard, Mick Goodrick, Shoba Gurtu, Trilok Gurtu
- Billy Hart, Dick Heckstall-Smith, Allan Holdsworth, Daniel Humair, Gary Husband, Tony Hymas
- Anthony Jackson, Jadranka, Jimmy Johnson, Quincy Jones
- Kayhan Kalhor, Mick Karn, Rabih Abou-Khalil, Franklin Kiermyer, Eartha Kitt, Lee Konitz
- Christof Lauer, David Liebman, Steve Lukather
- Kamalesh Maitra, Albert Mangelsdorff, Ed Mann, Charlie Mariano, Jean-Louis Matinier, Amira Medunjanin, Pat Metheny, Wolfgang Mitterer, Gary Moore, Glen Moore, Jaques Morelenbaum, Alphonse Mouzon, Wolfgang Muthspiel
- Mark Nauseef, NDR Bigband, Adam Nussbaum
- Simon Phillips, Wolfgang Puschnig
- Maggie Reilly, Repercussion Unit, Ricardo Ribeiro, Andy Rinehart
- Louis Sclavis, L. Shankar, Michael Shrieve, Markus Stockhausen, Simon Stockhausen
- Miroslav Tadić,  Jahn Teigen, Thomanerchor, David Torn, Ralph Towner
- Naná Vasconcelos, Glen Velez, Edward Vesala
- Chad Wackerman, Eric Watson, Willem,[7] Norma Winstone, Michael Wollny
- Joe Zawinul

Mit Kurt Renker eröffnete Quintus 1982 das CMP-Studio in Zerkall, in dem er bis 2010 Musik aufnahm und mischte. 1984 kreierte er zusammen mit Joachim Kühn das Digital Soundboard, ein analog-digitales Mischpult, ausgestattet mit vielen elektronischen Effekten, das es ermöglicht, gespielte Musik sofort und direkt akustisch zu verändern und zu erweitern. Das Digital Soundboard wurde live eingesetzt in den Ballettproduktionen Time Exposure  (Broadway, New York, Carolyn Carlson), Dark (Théatre de la Ville, Paris, Carolyn Carlson), Get up Early und Citizen Kane  (Oper, Köln, Jochen Ullrich), sowie in vielen Konzerten mit Joachim Kühn, Jean-François Jenny-Clark, John Bergamo, Josep-Maria Balanyà und andere.
Ab 1994 arbeitete Quintus auch mit Audio-Art, einer experimentellen Form neuzeitlicher Hörspiele.
Er produzierte in der Türkei, in Indien und Indonesien unter anderem mit Kudsi Erguner, Shoba Gurtu, K.R.T. Wasitodiningrat, Sruti Laya. Die meisten seiner Produktionen von Jazz, klassischer und Neuer Musik entstanden in Europa und in den Vereinigten Staaten.